# Џералд Вилсон
Џералд Стенли Вилсон (енгл. Gerald Stanley Wilson; Шелби, 4. септембар 1918 — Лос Анђелес, 8. септембар 2014) био је амерички џез трубач, вођа бенда, композитор и едукатор. Од 1940. па до смрти живео је и стварао у Лос Анђелесу.
Рођен је у Шелбију у савезној држави Мисисипи. Дипломирао је на техничкој школи Кес у Детроиту. Године 1939. постао је члан оркестра Џимија Лансфорда. Прославио се пишући аранжмане песама за извођаче као што су Реј Чарлс, Дизи Гилеспи, Ела Фицџералд, Били Холидеј ... Умро је од упале плућа у Лос Анђелесу, четири дана после 96. рођендана.